# Xylota hisamatsui
Xylota hisamatsui är en tvåvingeart som först beskrevs av Tokuichi Shiraki och Edashige 1953.  Xylota hisamatsui ingår i släktet vedblomflugor, och familjen blomflugor. Inga underarter finns listade i Catalogue of Life.